# 聖氣凌人
《聖氣凌人》（St. Anger）是美國重金屬樂團金屬製品的第八張錄音室專輯，於2003年6月5日由厄勒克特拉唱片發行。此專輯是金屬製品最後一次與製作人鮑勃·洛克合作的作品。這也是金屬製品唯一一張作為官方三人組（Official trio）的專輯，原因是貝斯手傑森·紐斯特在2001年1月17日錄音會議之前離開了樂隊，洛克代替紐斯特演奏貝斯，羅伯特·特魯希略在2003年2月24日專輯接近完成後才加入樂隊成為正式貝斯手至今。雖然特魯希略沒有在專輯中演奏，但特魯希略在襯裏註釋中被記入，並出現在專輯摺頁冊中與樂隊的照片中。
錄音於2001年4月開始，但在節奏吉他手兼主唱詹姆斯·海特菲爾德因酗酒及毒癮問題進行康復治療后被推遲，直到2002年5月才恢復錄音，錄製過程是2004年上映紀錄片《異種怪獸》的主題。《聖氣凌人》背離了金屬製品的標誌性音樂風格，採用了另類金屬和新金屬流派、原始製作、冷硬的小鼓聲，以及沒有吉他獨奏。專輯封面是由與金屬製品緊密合作的平面設計師Pushead創作的。
《聖氣凌人》發行後登上Billboard 200榜單冠軍，並獲得美國唱片業協會（RIAA）認證為雙白金唱片。2004年金屬製品以專輯的同名主打單曲聖氣凌人在第46屆葛萊美獎上獲得最佳金屬樂表演。